# Сальвекварт, Вера
Вера Сальвекварт (нем. Vera Salvequart, 26 ноября 1919, Судетская область или Ohníč — 26 июня 1947, Хамельн, Германия) — медсестра концентрационного лагеря Равенсбрюк, нацистская военная преступница.

## Жизнь до службы вСС
Вера Сальвекварт родилась в Чехословакии в 1919 году, а затем переехала в Германию. В 1941 году она была арестована за отказ разглашать местонахождение еврея, с которым у неё была любовная связь. Она пробыла 10 месяцев в тюрьме концлагеря Флоссенбюрг. В 1942 году Сальвекварт вновь была арестована за отношения с евреем и пробыла в тюрьме ещё 2 года. 6 декабря 1944 года её также арестовали, уже по обвинению в помощи пяти задержанным офицерам, а затем отправили в Равенсбрюк, который в тот момент стал лагерем для женщин-заключенных.

## Работа в лагере
Поскольку у Сальвекварт была довоенная подготовка в качестве медсестры, в лагере её вскоре выбрали для службы в рядах СС из-за нехватки рабочего персонала. Она стала работать медсестрой в медицинском крыле лагеря. Вера отправляла тысячи женщин-заключённых в газовые камеры, заполняла свидетельства о смерти умерщвлённых женщин и осматривала их трупы на золотые коронки. К февралю 1945 года она, как позже свидетельствовали выжившие узники, принимала более активную роль в убийствах. Она отравляла больных прямо в медицинском крыле, чтобы избежать усилий, связанных с их отправкой в газовые камеры.

## Арест, суд и казнь
После освобождения Равенсбрюка Советской армией в апреле 1945 года Вера Сальвекварт была схвачена и предстала перед судом. На суде она утверждала, что спасла несколько женщин и детей от смерти. Например, что заменяла им идентификационные номера на те, владельцы которых были уже мертвы. Также Вера заявила, что однажды спрятала в укромном месте младенца, и мужчины-заключённые потом носили ему еду и молоко. По её словам, за неповиновение уставу лагеря начальство пригрозило отправить её в газовую камеру. Тогда несколько мужчин замаскировали её под мужчину-узника и держали так вплоть до её ареста Союзниками.
Тем не менее, 3 февраля 1947 года суд признал её виновной в преступлениях против человечности и приговорил к смертной казни. Спустя некоторое время Вера Сальвекварт подала прошение о помиловании, заявив, что один из её любовников, якобы, был британским шпионом. Она также упомянула, что у неё есть похищенные у данного любовника схемы ракеты Фау-2, которые, по её словам, были собраны в лагере ещё до 1944 года. Это, однако, помогло, и Вера получила отсрочку до выяснения обстоятельств. После опровержения слов Сальвекварт суд отклонил её прошение о помиловании. 26 июня 1947 года Вера Сальвекварт была повешена в тюрьме города Хамельн. Приговор привёл в исполнение английский палач Альберт Пирпойнт.